# Scinde Medal
La Scinde Medal fu creata il 22 settembre 1843 e assegnata ai soldati della Honourable East India Company, al 22º reggimento di fanteria dell'esercito britannico e ai membri della marina indiana che facevano parte dell'equipaggio della flottiglia dell'Indo, che parteciparono alla conquista del maggiore generale Sir Charles Napier di Scinde tra il 1842 e il 1843.

## Storia
Sir Charles Napier fu inviato a Scinde allo scopo di reprimere gli emiri del Sindh: Mir Rustam Khan Talpur, Mir Nasir Khan Talpur e Mir Sher Muhammad Talpur. Gli emiri fecero diverse manifestazioni ostili contro il governo britannico dopo la fine della prima guerra anglo-afghana, conducendo svariate incursioni sui convogli britannici in viaggio tra l'India e l'Afghanistan. La campagna del generale Napier contro gli emiri portò, dopo le vittorie di Miani e Hyderabad, alla completa sottomissione della provincia del Sindh, e alla sua annessione alla Presidenza di Bombay del Raj britannico.

## Descrizione
La medaglia, fu disegnata da William Wyon, consisteva a un disco d'argento largo 36 millimetri, con il seguente disegno:
Dritto: busto diademato della Regina Vittoria rivolto a sinistra rivolto a sinistra con iscrizione VICTORIA REGINA.
Rovescio: sono state emesse tre diverse versioni, tutte contenenti il nome e l'anno della battaglia in cui era presente il destinatario, circondato da una corona d'alloro e sormontato da una corona:
- Meeanee: 1843. Per la partecipazione alla battaglia di Meeanee, 17 febbraio 1843.
- Hyderabad: 1843. Per la partecipazione alla battaglia di Hyderabad, 24 marzo 1843.
- Meeanee/Hyderabad: 1843. Per la partecipazione a entrambe le battaglie.

Bretella: clip in acciaio diritta e reggicalze a barra dritta. Le bretelle sulle medaglie rilasciate al 22° di fanteria furono sostituite con quelle d'argento a spese dell'ufficiale in comando dell'unità, il tenente colonnello Pennefather dopo essersi particolarmente distinti.
Nastro: 45 millimetri (1,8 pollici) motivo arcobaleno innaffiato di rosso, bianco, giallo, bianco e blu.
Incisione: impresso o inciso con il nome del destinatario e il reggimento attorno al bordo.